# Nykeynesiansk økonomi
Nykeynesiansk økonomi er en retning inden for moderne makroøkonomi, der forener et keynesiansk udgangspunkt med et mikroøkonomisk grundlag. Prominente nykeynesianske økonomer er John B. Taylor, Stanley Fischer, Gregory Mankiw, David Romer, Olivier Blanchard, Nobuhiro Kiyotaki, Jordi Galí, og Michael Woodford.
To hovedantagelser definerer den nykeynesianske tilgang til makroøkonomi. Ligesom den nyklassiske tilgang antager nykeynesianere normalt, at husholdninger og virksomheder handler rationelt, og herunder også har rationelle forventninger. Men de to skoler adskiller sig ved, at nykeynesianere normalt antager, at økonomien samtidig er præget af forskellige markedsfejl. Især antager nykeynesianerne, at der er ufuldkommen konkurrence i pris- og løndannelsen, hvilket forklarer, hvorfor priser og lønninger kan være "træge", dvs. at de ikke tilpasser sig øjeblikkeligt til ændringer i de økonomiske forhold.
Løn- og prisstivhed og de andre markedsfejl, der typisk er til stede i nykeynesianske modeller, medfører, at økonomien sjældent vil have fuld beskæftigelse. Derfor argumenter nykeynesianere for, at makroøkonomisk stabiliseringspolitik fra regeringens (ved hjælp af finanspolitik) eller centralbankens side (ved hjælp af pengepolitik) kan føre til et mere efficient resultat end en laissez faire-politik ville.

## Historie
Nykeynesianerne er opstået i 1980'erne, i høj grad som svar på kritikken af keynesiansk makroøkonomi fra de nyklassiske økonomers side. Nyklassikerne kritiserede de ældre keynesianeres inkonsistens i lyset af begrebet om rationelle forventninger. Nyklassikerne kombinerede rationelle forventninger med en markedsligevægt med fuldkommen konkurrence og dermed fuld beskæftigelse. Nykeynesianerne viste, at når der er pristræghed og andre markedsfejl, kan man også opleve ufrivillig ledighed og konjunktursvingninger, selvom aktørerne har rationelle forventninger.
Diskussionen mellem nyklassikere og nykeynesianere har præget makroøkonomien kraftigt gennem de sidste 40 år og efterhånden ført til den nye neoklassiske syntese, der i dag udgør hovedstrømningen inden for økonomi. Nykeynesianske tanker er dermed en væsentlig bestanddel af det dominerende økonomiske paradigme i dag i modsætning til postkeynesianerne, der bygger på en mere bogstavelig udgave af John Maynard Keynes' tanker og i dag regnes for en heterodoks økonomisk retning.

## Mikrofundamentet for prisstivhed
"Nominelle stivheder", dvs. træg pris- og løntilpasning, er et centralt element i alle nykeynesianske modeller. Et nøglespørgsmål er: "Hvorfor skulle priserne tilpasse sig langsomt?" En almindelig forklaring fra nykeynesianere er tilstedeværelsen af "menu-omkostninger", dvs. at der er (normalt små) omkostninger ved at justere nominelle priser, f.eks. ved at trykke nye menukort på en restaurant. Nykeynesianere forklarer, hvordan selv små sådanne omkostninger kan forstørre kortsigts-fluktuationer. Ikke blot skal virksomhederne betale disse omkostninger, men der er også eksternaliteter forbundet med prisændringerne. Eksempelvis vil en virksomhed, der sætter sine priser ned, forøge realindkomsten hos sine kunder. Dette vil give dem en større købekraft, som ikke nødvendigvis kommer det firma til gode, som sænkede sine priser. Eftersom virksomhederne ikke får den fulde gevinst af at sænke deres priser, formindskes deres incitament til at tilpasse priserne som reaktion på makroøkonomiske begivenheder.
I den nykeynesianske litteratur optræder også adskillige andre årsager til pristrægheder, eksempelvis effektivitetsløn, implicitte kontrakter og ugunstig udvælgelse.

## Andre mikroøkonomiske ingredienser
Ud over prisstivhed er en anden markedsfejl også en fast del af de fleste nykeynesianske modeller, nemlig antagelsen om, at virksomhederne er i monopolistisk konkurrence. Faktisk ville det ikke give mening at antage pristræghed uden en vis form for monopolmagt, for under fuldkommen konkurrence vil enhver virksomhed med en pris, der er blot en anelse højere end de andre, ikke kunne sælge nogle varer, og enhver virksomhed med en pris, der er en anelse lavere end de andre, ville blive nødt til at sælge meget mere, end det kan betale sig for dem at producere. Derfor antager nykeynesianske modeller i stedet, at virksomheder bruger deres markedsmagt til at opretholde et prisniveau, der er højere end deres marginale omkostninger, sådan at de kan opretholde en profitabel produktion.
Andre eksempler på markedsfejl, der optræder i nogle nykeynesianske modeller, er kreditmarkedsimperfektioner, koordinationsfejl og ledighed, der opstår som følge af problemer med moralfare eller søgefriktioner.

## Nykeynesianske DSGE-modeller
Efter pionerarbejdet med at undersøge, hvilke former for mikroøkonomiske ingredienser, der kunne medføre keynesianske makroøkonomiske resultater, begyndte økonomer at sætte disse brikker sammen til sammenhængende makroøkonomiske modeller. Disse modeller beskriver beslutningerne hos husholdninger, monopolistisk konkurrerende virksomheder, regeringen og centralbanken, og somme tider andre økonomiske aktører. Virksomhederne antages at have træg prissætning. Mange modeller antager også en ufleksibel lønfastsættelse.
Den samlede produktion bestemmes af husholdningernes indkøb, som afhænger af virksomhedernes priser. Siden den makroøkonomiske adfærd afhænger af samspillet mellem alle disse aktørers beslutninger over længere tidsrum under usikkerhed om den fremtidige økonomiske situation, betegnes disse modeller som dynamiske stokastiske generelle ligevægtsmodeller (på engelsk dynamic stochastic general equilibrium eller DSGE-modeller). Modellernes parametre bliver normalt estimeret eller valgt for at få modellens dynamik til at ligne faktiske makroøkonomiske data fra det land, der analyseres.

## Betydning for den økonomiske politik
Nykeynesianske økonomer er enige med nyklassikerne i, at ekspansiv penge- eller finanspolitik ikke har nogle gavnlige effekter i form af højere beskæftigelse på lang sigt. På grund af pristrægheden på kort sigt vil disse former for økonomisk politik derimod kunne forøge produktionen og sænke ledigheden på kort sigt. Fastholdes en sådan politik på længere sigt, vil den imidlertid efterhånden skabe højere inflationsforventninger og dermed medføre stigende fremtidige problemer. Man vil derfor ikke anbefale ekspansiv politik for at skabe et midlertidigt økonomisk boom, da det næppe vil være muligt at eliminere de forhøjede inflationsforventninger uden at skabe en recession. Hvis økonomien rammes af at uventet udefrakommende stød, kan det imidlertid være en gode ide at dæmpe de makroøkonomiske virkninger af stødet ved hjælp af penge- eller finanspolitik. Det er især tilfældet, hvis stødet virker i retning af at formindske både beskæftigelse og inflation (et såkaldt negativt efterspørgselsstød), idet ekspansiv penge- eller finanspolitik i dette tilfælde vil stabilisere begge dele.
Undersøgelser af optimal pengepolitik i nykeynesianske DSGE-modeller har fokuseret på regler for renten (ikke mindst såkaldte Taylor-regler), der kan sige, hvordan centralbanker bør styre den nominelle rente som svar på ændringer i inflation og output.